# Partant pour la Syrie
Partant pour la Syrie (Wyjazd do Syrii) – hymn państwowy II Cesarstwa Francuskiego (1852–1870). Słowa napisał Aleksander de Laborde, a melodię skomponował Louis-François-Philippe Drouet, choć niektóre źródła jako kompozytorkę podają królową Holandii Hortensję de Beauharnais.

## Słowa
Partant pour la Syrie
Partant pour la Syrie,

Le jeune et beau Dunois,

Venait prier Marie

De bénir ses exploits :

Faites, Reine immortelle,

Lui dit-il en partant,

Que j'aime la plus belle

Et sois le plus vaillant. 

On lui doit la Victoire.

Vraiment, dit le seigneur ;

Puisque tu fais ma gloire

Je ferai ton bonheur.

De ma fille Isabelle,

Sois l'Epoux à l'instant,

Car elle est la plus belle,

Et toi le plus vaillant.

 

Il trace sur la pierre

Le serment de l'honneur,

Et va suivre à la guerre

Le Comte son seigneur ;

Au noble voeu fidèle,

Il dit en combattant :

Amour à la plus belle,

Honneur au plus vaillant. 

A l'Autel de Marie,

Ils contractent tous deux

Cette union Chérie

Qui seule rend heureux.

Chacun dans la chapelle

Disait en les voyant :

Amour à la plus belle,

Honneur au plus vaillant.